# Meles canescens
Blaireau d’Asie du Sud-Ouest
Espèce
Meles canescens, le Blaireau d’Asie du Sud-Ouest, est une espèce de blaireaux du genre Meles originaire d'Asie occidentale et de certaines îles de la Méditerranée.

## Taxonomie
Le Blaireau d’Asie du Sud-Ouest était autrefois considéré comme une sous-espèce du Blaireau européen (Meles meles), au même titre que d'autres sous-espèces qui y étaient rattachées. Cependant, une étude menée en 2013 a révélé une divergence génétique significative entre ces deux espèces. Il est supposé qu'elles ont divergé au cours du Pléistocène, entre 2,37 millions et 450 000 ans. Dès lors, l’American Society of Mammalogists la reconnaît comme une espèce à part entière.

## Description
Cette espèce est plus petite que le Blaireau européen (Meles meles). Son dos est gris sale avec des reflets bruns. Sa tête est similaire à celle du Blaireau européen, mais avec des crêtes plus faibles. Ses molaires supérieures sont allongées d’une manière comparable à celles du Blaireau d’Asie (Meles leucurus). Son pelage peut être distingué de celui-ci et du Blaireau japonais (Meles anakuma) par son masque facial, qui ressemble à celui du Blaireau européen,.

## Répartition
Cette espèce est présente de l'Anatolie jusqu'au Caucase, s'étendant vers le sud jusqu'au Levant et au centre-ouest de l'Iran, en Afghanistan, ainsi qu'à l'est à travers les montagnes du Tian Shan en Asie centrale. Elle est également présente sur les îles méditerranéennes de Crète et de Rhodes. La frontière de son aire de répartition avec celle du Blaireau européen se situerait dans le Caucase du Nord, mais celle-ci n'est pas clairement définie, les deux espèces étant sympatriques dans certaines zones et des hybrides potentiels ont été identifiés.

## Liste des sous-espèces
Sur les huit sous-espèces du Blaireau européen reconnues par la Mammal Species of the World (version 3, 2005)  (24 juin 2013), quatre sont désormais considérées comme appartenant au Blaireau d’Asie du Sud-Ouest.
| Sous-espèce     | Source                                                         | Description | Répartition |
| --------------- | -------------------------------------------------------------- | --- | --- |
| M. c. canescens | Blanford, 1875 minor (Satunin, 1905) ponticus (Blackler, 1916) | Une sous-espèce de petite taille avec un dos grisâtre et des reflets bruns ; sa tête est identique à celle du Blaireau européen, mais avec une crête sagittale plus faibles ; ses molaires supérieures sont allongées comme celles du Blaireau d'Asie.                        | Transcaucasie, Kopet-Dag, Turkménistan, Iran, Afghanistan et Asie Mineure                                               |
| M. c. arcalus   | Miller, 1907                                                   | | Crète |
| M. c. rhodius   | Festa, 1914                                                    | | Rhodes |
| M. c. severzovi | Heptner, 1940 bokharensis (Petrov, 1953)                       | Une petite sous-espèce avec un dos d’un gris argenté pur, sans teinte jaunâtres. Les bandes de la tête sont larges et couvrent entièrement les oreilles. Le crâne présente plusieurs caractéristiques intermédiaires entre celles du Blaireau européen et du Blaireau d’Asie. | Affluents de droite de la Panj et du haut Amou-Daria, système du Pamir-Alay, vallée de Ferghana et montagnes adjacentes |

## Systématique
Le nom valide complet (avec auteur) de ce taxon est Meles canescens Blanford, 1875,.
Ce taxon porte en français le nom vernaculaire ou normalisé suivant : Blaireau d’Asie du Sud-Ouest
Meles canescens a pour synonymes :
- Meles arcalus Miller, 1907
- Meles meles arcalus Miller, 1907
- Meles meles bokharensis Petrov, 1953
- Meles meles canescens Blanford, 1875
- Meles meles minor Satunin, 1905
- Meles meles ponticus Blackler, 1916
- Meles meles rhodius Festa, 1914
- Meles meles severzovi Heptner, 1940

### Étymologie
Son épithète spécifique, du latin canescens, « au poil gris », fait référence à sa livrée beaucoup plus claire que celle de Meles meles.

### Publication originale
- (en) W. T. Blanford, « Descriptions of new Mammalia from Persia and Balúchistan », Annals and Magazine of Natural History, Londres, Taylor & Francis, vol. 16, no 95,‎ novembre 1875, p. 309–313 (ISSN 0374-5481, OCLC 1481361, DOI 10.1080/00222937508681858, lire en ligne).